# An Affair of Honor
Pour plus de détails, voir Fiche technique et Distribution.
An Affair of Honor est un film américain muet et en noir et blanc sorti le 18 mai 1901 et produit par Siegmund Lubin et la  Lubin Manufacturing Company.

## Synopsis
Le film raconte lehistoire de deux femmes et de leur combat à l’épée.
Au début du film plusieurs jeunes femmes boivent dans un restaurant. L'une est accompagnée de son petit ami, et lorsqu'elle voit une autre femme à une autre table flirter avec ce dernier, elle lui lance une insulte. L'autre femme la défie instantanément en duel. Elles finissent par se battre en duel à l'épée. L'une des deux blesse mortellement sa rivale. Juste avant l'arrivée de la police, elles prennent la fuite avec leurs témoins.

## Fiche technique
- Titre : An Affair of Honor
- Réalisation :
- Production : Siegmund Lubin
- Société de production : Lubin Manufacturing Company
- Pays :  États-Unis
- Genre : Drame
- Durée :
- Dates de sortie : 
  -  États-Unis : 18 mai 1901